# 김근 (고려)
김근(金覲, ? ~ ?)은 고려 중기의 문신으로 신라 왕실의 후예이다. 김부일, 김부필, 김부식(金富軾), 김부의 형제의 아버지이자 김돈중, 김돈시의 할아버지이다. 본관은 경주(慶州). 경상북도 출신.

## 생애
본관은 경주로 역사가 김부식의 아버지이다. 신라 왕실의 후예로, 할아버지는 경주 주장(州長)에 임명되었던 위영(魏英)이고 아버지는 원충(元冲)이다. 그의 생애 초기나 가계에 대해서는 정확하게 알려진 바가 없으며, 아들 4형제가 중앙관료로 진출할 때까지는 경주에서 생활했다 한다. 
1080년(문종 34년) 호부상서 유홍(柳洪), 예부시랑 박인량(朴寅亮) 등과 함께 송나라에 사신으로 파견되었다. 송나라에 갔을 때 그는 박인량과 함께 시를 지었는데, 그의 시문에 감탄한 송나라 사람들이 직접 그에게 소화집(小華集)이라는 문집을 만들어주었다고 한다. 1086년(선종 3년) 예부시랑으로서 동지공거(同知貢擧)가 되어 이자위(李子威)와 함께 성균관시(成均館試)를 관장했고, 뒤에 국자감좨주(國子監祭酒左) 겸 좌간의대부(諫議大夫)에 올랐다. 네 아들 김부필·김부일·김부식·김부의 모두가 글을 잘하고 관직에 올라 문벌을 형성하였다.

## 가족 관계
- 조부 : 김위영(金魏英)
- 아버지 : 김원충(金元冲)
- 어머니 : 미상
  - 부인 : 미상
    - 자 : 김부필(金富弼)
    - 자 : 김부일(金富佾, 1071~1132)
    - 자 : 김부식(金富軾, 1075~1151)
      - 손자 : 김돈중(金敦中, ?~1170, 피살)
      - 손자 : 김돈시(金敦時, ?~1170, 피살)

    - 자 : 김부의(金富義)

## 같이 보기
- 김부식
- 김부필
- 김부일
- 김부의
- 김돈중
- 김돈시
- 김군수

## 참고 문헌
- 고려사
- 고려사절요
- 목은문집
- 경주김씨 세보